# Langballegård
Langballegård eller Langballegaard (tysk: Gut Freienwillen) er navnet på et større gods beliggende nord for Langballe i det nordøstlige Angel i Sydslesvig. Administrativt hører Langballegård under Langballe Kommune i Slesvig-Flensborg kreds i den nordtyske delstat Slesvig-Holsten. I kirkelig henseende hører lokaliteten under Grumtoft Sogn. Sognet lå i den danske periode indtil 1864 i Husby Herred (Flensborg Amt). 
Den tidligst kendte ejer er Lange Nissen, som fik gården overladt af hertug Adolf 1. af Slesvig i 1433. Samme år blev gården ophøjet til adelsgods. Indtil 1636 var godset en del af det store godskompleks under Lindeved gods. I årene 1646 til 1676 hørte det til hertugerne af Lyksborg. Derefter kom gården til at være stamsæde for Rantzau-slægten med spredt beliggende ejendomme i det nordvestlige Angel. Langballegård rådede over besiddelser i Grumtoft Sogn (Dollerup, Dollerupmark, Langballe), Husby Sogn (Fulbro, Husbyskov), Rylskov Sogn (Masbøl), Sterup Sogn (Agetoft, Sterup) og Sørup Sogn (Skovby). Det er ikke sikkert, om godsherrerne nogensinde udøvede den fuldstændige retsmyndighed. Som følge af patrimonialjurisdiktionens afskaffelse i 1853 kom Langballegård og dens besiddelser under Husby og Ny Herred.

## Ejere af Langballegård/Freienwillen
- 1540-1590 – Schack og Claus af Ahlefeld
- 1590-1638 – Geerd og Christian Rantzau
- 1638-1646 – Peter Brandt
- 1646-1647 – Hertug Fillip af Lyksborg
- 1647-1671 – hertugs datter Hedwig
- 1671-1676 – Hertug Christian
- 1676-1728 – Carsten Lüders
- 1728-1738 – Christian August Lüders
- 1738-1808 – Christian Lüders
- 1808-1902 – familie Vollertsen
- 1902-1931 – Wilhelm Hansen
- 1931-1964 – Johannes Hansen
- 1964-1998 – Wilhelm Hansen
- 1998- Sven Johannes Hansen

## Eksterne links
- Wikimedia Commons har flere filer relateret til Langballegård
- Herregårdens Hjemmeside Arkiveret 15. marts 2010 hos  Wayback Machine